# Carson Tinker
Carson Tinker (Decatur, 15 novembre 1989) è un giocatore di football americano statunitense che milita nel ruolo di long snapper nella National Football League (NFL).

## Carriera

### Jacksonville Jaguars
Dopo non essere stato scelto nel Draft NFL 2013, Tinker firmò con i Jacksonville Jaguars. Nel training camp competé per il ruolo di long snapper titolare con il veterano Jeremy Cain e il rookie Luke Ingram. Il 25 agosto a Tinker fu assegnato il ruolo di titolare dopo che Cain e Ingram furono svincolati.
Il 3 agosto 2017, durante il training, camp, Tinker si ruppe il legamento crociato anteriore, venendo inserito in lista infortunati.
L'11 ottobre 2018 Tinker fu inserito in lista infortunati per un infortunio al ginocchio.
L'8 marzo 2019 i Jaguars svincolarono Tinker a causa di problemi con il salary cap.

### New York Giants
Dopo essere rimasto senza squadra per la stagione 2019, Tinker firmò con i New York Giants il 2 settembre 2020. Fu svincolato il 5 settembre 2020 e firmò con la squadra di allenamento il giorno successivo. Il 4 gennaio 2021 firmò un nuovo contratto. Fu svincolato il 24 agosto 2021.

### Tampa Bay Buccanners
Il 13 settembre 2021 Tinker firmò con i Tampa Bay Buccaneers. Fu svincolato il 23 novembre.

### Las Vegas Raiders
Il 1º dicembre 2021 Tinker firmò con i Las Vegas Raiders. Fu svincolato il 9 dicembre dopo che Trent Sieg fece ritorno nel roster attivo.

### Los Angeles Rams
Il 18 dicembre 2021 Tinker firmò con al squadra di allenamento dei Los Angeles Rams. A fine stagione vinse da inattivo il Super Bowl LVI dove i Rams batterono i Cincinnati Bengals.

## Palmarès
- Super Bowl : 1

Los Angeles Rams: LVI
- National Football Conference Championship: 1

Los Angeles Rams: 2021